# ناحیه دوناکسی
ناحیهٔ دوناکسی (به مجاری: Dunakeszi járás) یک ناحیه در مجارستان است که در پِشت واقع شده‌است. ناحیهٔ دوناکسی ۱۰۳٫۰۸ کیلومتر مربع مساحت و ۷۸٬۶۳۴ نفر جمعیت دارد.